# Rattus pyctoris
Rattus pyctoris is een rat (Rattus) die voorkomt van Zuidoost-Kazachstan en Noord-Iran tot Guangdong in Zuid-China. Deze soort is eerder bekend geweest als R. rattoides en later als R. turkestanicus, maar Musser & Carleton (2005) identificeerden het holotype van R. pyctoris Hodgson, 1845 als een R. "turkestanicus", niet een R. nitidus, zoals eerder werd gedacht. Omdat pyctoris de oudste naam is, moest turkestanicus vervangen worden.
R. pyctoris is het nauwste verwant aan de bruine rat (R. norvegicus) en aan R. nitidus, waarmee het de reductie van de knobbel t3 op de eerste bovenkies deelt. Met de bruine rat deelt R. pyctoris ook een ruige, dichte vacht en het bezit van maar zes mammae (de meeste Rattus-soorten hebben er meer). Binnen R. pyctoris bestaan drie morfologische vormen, die mogelijk aparte soorten zijn (van west naar oost turkestanicus, vicerex en pyctoris s.s.).